# Alice Barnham
Alice Barnham, född 1523, död 1604, var en engelsk sidenhandlare. Hon var från åtminstone 1560-talet verksam inom Londons sidenhandel. Hon tillhörde de ledande handlarna inom sin samtid.
Hon var gift med sidenhandlaren Francis Barnham (d. 1576), med vilken hon fick tre söner: Martin, Steven och Benedict. Paret tillhörde Londons ledande köpmän: de kunde köpa varsin herrgård åt sina två äldsta söner och därigenom göra dem till godsägare, och deras dotter gifte sig med drottning Elizabeths hovleverantör av siden. Efter sin makes död 1576 planerade Alice själv att gifta om sig med adelsmannen Sir Thomas Ramsey, även om hon i slutänden avbröt förlovningen, och hon kunde också beställa en porträtt av sig själv 1577. Liksom för andra köpmän under denna tid är hennes konkreta affärstransaktioner bara slumpmässigt dokumenterade. Redan före sin makes död sålde hon uppenbarligen dekorationer till London Draper's Company, trots att hon som gift kvinna formellt sett inte var myndig. 